# Parque nacional Kooraban
El parque nacional Kooraban comprende más de 11 500 hectáreas de terreno entre la región de Monaro y la costa de Nueva Gales del Sur, Australia. El parque se encuentra en el territorio tradicional del pueblo Yuin y deriva su nombre de la palabra local para koalas. Está designada área protegida de categoría II por la UICN.

## Descripción
El parque de 11 626 hectáreas (45 mi²) está delimitado por el valle del arroyo Narira y el río Tuross, bordeando las mesetas de Monaro al oeste y la costa del mar de Tasmania al este. Contiene cuatro comunidades de importante vegetación y hábitat animal en peligro de extinción. Comprende una parte importante de la cuenca hidrográfica de Dignams Creek. La ciudad de Narooma se encuentra a 15 kilómetros (9,3 mi) al noreste, y el municipio de Cobargo 5 kilómetros (3,1 mi) hacia el sur.
Muchos de los senderos del parque siguen antiguas rutas trazadas por los habitantes tradicionales de la tierra, el pueblo Yuin. El nombre Kooraban proviene de una palabra aborigen local que significa «koala».: 1  El área fue declarada parque nacional en 2001 y hay evidencia de tala de madera y minería de oro históricas dentro del parque. : 3  En 2012, el parque fue designado área protegida por la UICN. El parque contiene una pequeña población de koalas, una de las varias especies animales en peligro de extinción para las que el parque proporciona hábitat; Los koalas están en peligro de extinción en el sur de Nueva Gales del Sur. Otros animales vulnerables en el parque incluyen el bandicut marrón del sur, el canguro rata de hocico largo y el quol tigre, todos marsupiales.: 3 